# باتريس دي ماكماهون
ماري إدمي باتريس موريس دو مكماهون، ماركيز دو مكماهون، ودوق مَجَنْتَا (بالفرنسية: Patrice de MacMahon [patʁis də makma.ɔ̃]؛ 13 يونيو 1808 – 17 أكتوبر 1893)، كان جنرالًا وسياسيًا فرنسيًا، شغل منصب رئيس الجمهورية الفرنسية من عام 1873 حتى 1879. رُقّي إلى رتبة مشير فرنسا (مارشال) على يد نابليون الثالث.
قاد مكماهون الجيش الفرنسي الرئيسي خلال الحرب الفرنسية البروسية عام 1870، حيث أُصيب وأُسر في معركة سيدان في سبتمبر من نفس العام، ويرجع ذلك جزئيًا إلى ضعف تخطيطه الإستراتيجي وتردده في اتخاذ القرار. استسلم الجيش، بمن فيهم مكماهون والإمبراطور نابليون الثالث، للقوات الألمانية، مما أدى إلى خلع الإمبراطور وإعلان الجمهورية الفرنسية الثالثة.
بعد فترة من النقاهة، عُيّن مكماهون قائدًا لجيش فرساي، والذي قام بقمع ثورة كوميونة باريس في مايو 1871، ممهدًا الطريق لانطلاق مسيرته السياسية.
وفقًا للمؤرخ ديفيد بيل، وبعد استقالة أدولف تيير في مايو 1873، رشّحت الأغلبية الملكية في الجمعية الوطنية مكماهون لقيادة الدولة، على أمل أن يحافظ على استقرار النظام إلى حين تهيئة الظروف لعودة الملكية من خلال مطالب الوريث البوربوني. إلا أن الموقف المتشدد للكونت دي شامبور، من جناح الشرعية المتطرفة، جعل إعادة الملكية أمرًا مستحيلًا سياسيًا. رفض مكماهون دعم أي محاولات لفرض القرار على الجمعية، وبدون دعمه الكامل لم يكن بالإمكان تحقيق عودة الملكية بوسائل غير برلمانية. وأمام هذا الواقع، لم يكن أمام اليمين سوى الإبقاء على مكماهون في منصبه لكسب الوقت واحتواء اليسار، من خلال قمع الاضطرابات الراديكالية واتباع سياسات ترمي إلى استعادة "النظام الأخلاقي" في البلاد.
في نوفمبر 1873، صوّت البرلمان على منحه ولاية رئاسية مدتها سبع سنوات. إلا أن الانقسامات داخل التيار الملكي تركت مكماهون في مأزق سياسي لم يكن مستعدًا له، حيث حاول احتواء الجمهوريين دون صلاحيات محددة أو شرعية واضحة، ودون أغلبية برلمانية أو شعبية، ودون اللجوء إلى القوة. وفي عام 1874، استجابة لمطالب بونابرتية، دعا إلى إصلاح دستوري، مما أدى إلى اعتماد نظام يقوم على رئيس وجلسة شيوخ يُنتخبان بشكل غير مباشر لضمان الاستقرار.
في عام 1876، اضطر مكماهون إلى قبول حكومتي الجمهوريين المعتدلين جول أرمان دوفور وجول سيمون. إلا أنه في عام 1877، أقال سيمون وعين دوق دي بروي، لكن الحكومة الجديدة سقطت بعد تصويت بحجب الثقة. حاول المحافظون استغلال نفوذهم في الصحافة، وتوزيع المناصب، وإعلان الأحكام العرفية للتأثير على الناخبين، لكنهم فشلوا في الانتخابات العامة في أكتوبر 1877، حيث فاز الجمهوريون بالأغلبية رغم مقاومة اليمين. وفي يناير 1879، أُجبر مكماهون على الاستقالة. توفي عام 1893، وكان الجمهوريون يرونه تهديدًا للجمهورية، فيما اعتبره الملكيون المتشددون رجلًا خيب آمالهم وفشل في تحقيق حلم استعادة الملكية.
كان مكماهون كاثوليكيًا محافظًا متدينًا، وتقليديًا يحتقر الأناركية والشيوعية والاشتراكية والليبرالية، ويُكنّ شكًا عميقًا تجاه الجمهوريين ذوي التوجه العلماني. التزم بدوره كحامٍ محايد للدستور ورفض مقترحات تنفيذ انقلاب ملكي، إلا أنه رفض مقابلة ليون غامبيتا زعيم الجمهوريين. دعا إلى إقامة نظام برلماني تختار فيه الجمعية الحكومة، لكنه أصر أيضًا على وجود مجلس شيوخ. وفي وقت لاحق، قام بحل مجلس النواب، ما أثار غضبًا شعبيًا وانتهى بانتصار انتخابي للجمهوريين. وبعيدًا عن ذلك، استقال مكماهون واعتزل الحياة العامة.

## السيرة الذاتية

### الخدمة العسكرية المُبكرة والخدمة في الجزائر
في عام 1820، التحق مكماهون بدير بيتيت سيمينير دي ماربري في أوتوون؛ ثم أكمل تعليمه في مدرسة لويس الكبير الثانوية في باريس. بعد ذلك، التحق في المدرسة العسكرية الخاصة في سان سير في 23 أكتوبر من عام 1825. ثم لاحقًا، انضم مكماهون إلى المدرسة التطبيقية في مقر هيئة الأركان العامة في 1 أكتوبر من عام 1827 وبقي هناك لمدة سنتين.
بعد تخرجه من مدرسة سان سير العسكرية، التحق مكماهون للخدمة مع الجيش الفرنسي في عام 1827. وهناك انضمّ إلى فرقة هوسار الرابعة عام 1830. وقد شارك مكماهون فيما بعد في الغزو الفرنسي للجزائر برتبة ملازم أول في فرقة المشاة التابعة للفوج العشرين. قّدَّم له الثناء نتيجة أدائه الحَسن وشجاعته أثناء عملية الاستيلاء على الجزائر. في 24 نوفمبر من عام 1830، تألق مكماهون مرة أخرى وبشكل قوي أثناء خدمته مع فرقته خلال بعثة ميديا، وأثناء معركة جبل مزية أيضًا. وقد حصل على وسام جوقة الشرف.
عند استدعائه للعودة إلى فرنسا في عام 1832، شارك مكماهون في حملة الأيام العشرة وهناك لوحظت شجاعته مرة أخرى أثناء عملية حصار أنتويرب.
تقلَّد منصب نقيب في عام 1833، ثم عاد إلى الجزائر مرة أخرى في عام 1836 حيث وُضع تحت أمرة الجنرال برتران كوزيل، ثم تحت أمرة الجنرال شارل ماري دينيس دي دامريمون. وقد شنَّ عدة غارات حاملًا سلاح الفرسان على السهول القبلية المحتلة، ليتألق مرة أخرى خلال عملية حصار قسنطينة في عام 1837، حيث أُصيب بجروح طفيفة. في عام 1840، غادر أفريقيا (الجزائر) ولدى عودته إلى فرنسا، عَلِمَ أنه قد تمت ترقيته إلى منصب لواء (قائد سلاح الفرسان).
في مايو من عام 1841، عاد مرة أخرى إلى الجزائر على رأس كتيبة شاسور العاشرة، والتي من خلالها حظي بتألق آخر في أبريل في معركة باب تازا ضد قوات الأمير عبد القادر ابن محيي الدين في 25 مايو.
في 31 ديسمبر من عام 1842، تمت ترقيته إلى رتبة مُقدم وقاد الكتيبة الثانية من فوج المشاة الأجنبي الثاني في عام 1843، ثم تولَّى مهام قائد الفوج، بسبب إصابة القائد السابق بالمرض، وقد بقي يُدير هذه المهام حتى عام 1845.
تألق مكماهون مرة أخرى خلال معركة شاب جيتا ومعركة آين كيبيرا في 14 أكتوبر و 17 أكتوبر من عام 1844 على التوالي.
مع ترشيحه لمنصب كولونيل في ديسمبر عام 1845، تولَّى قيادة الفرقة 41 وعمل على إنشاء حامية تابعة له في بلدة مغنية (ولاية تلمسان).
منذ عام 1848، رُشِّح مكماهون لقيادة الفرقة الفرعية في ولاية تلمسان، وهناك عُيِّن لمنصب قائد لواء في 12 يونيو من العام ذاته.
في عام 1849، تقلَّد منصب قائد لوسام جوقة الشرف، وخدم تحت قيادة الماريشال بليسييه، رئيس الأركان العامة لولاية وهران.
في عام 1852، نظَّم مكماهون عملية الاستفتاء الشعبي لشرعية الجزائر عن طريق الاقتراع العام الذي كان من المقرر أن يوافق على الانقلاب الفرنسي عام 1851. وفي مارس من نفس العام، عُيِّن بأمر من قسم قسنطينة، قبل ترقيته إلى منصب الأميرال في يوليو.

## معرض صور

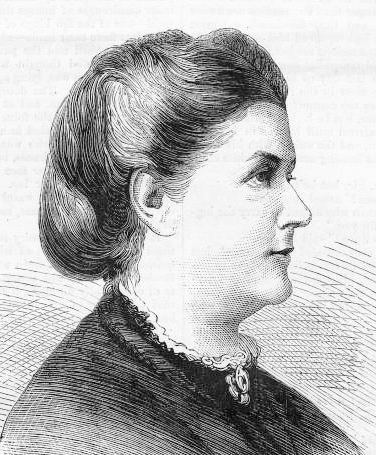
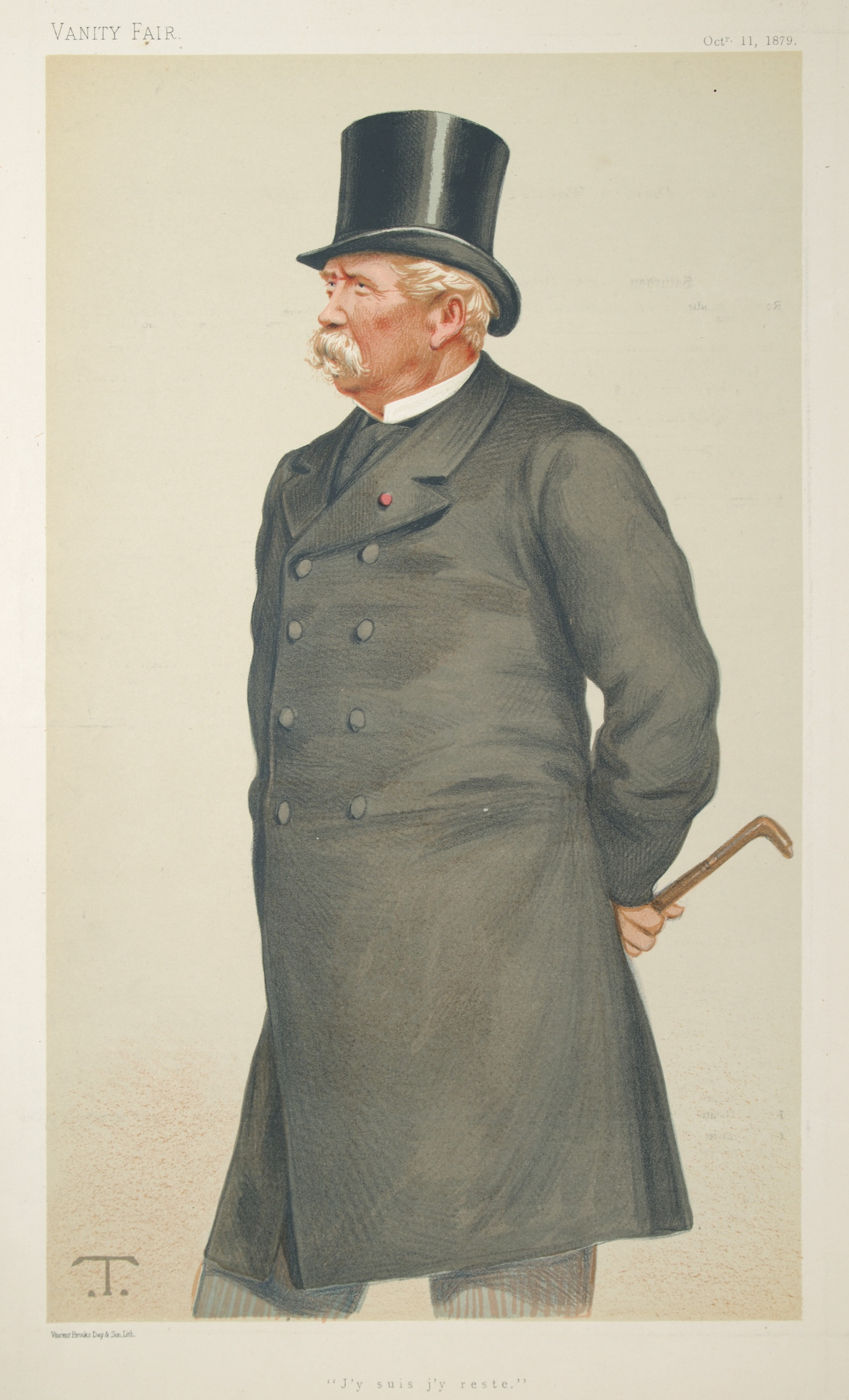
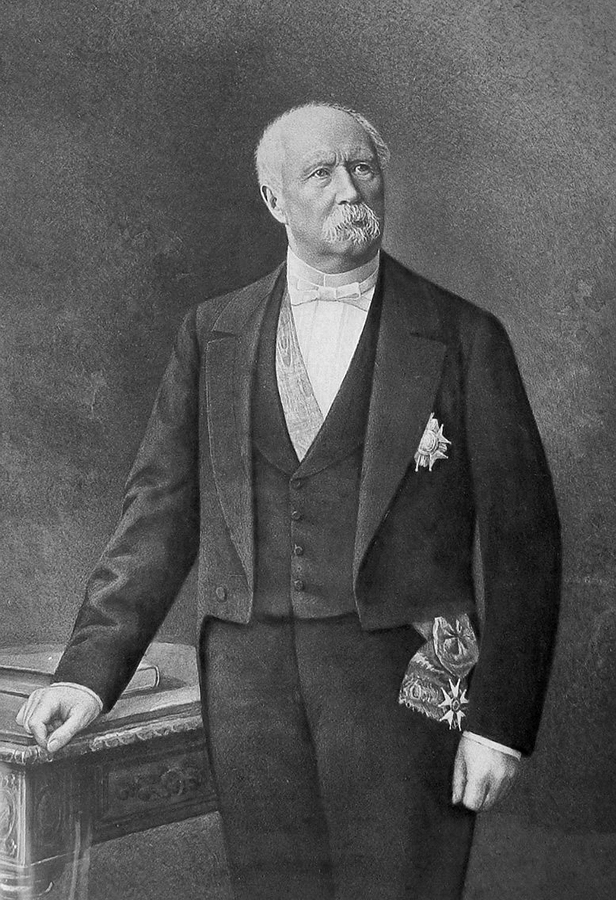
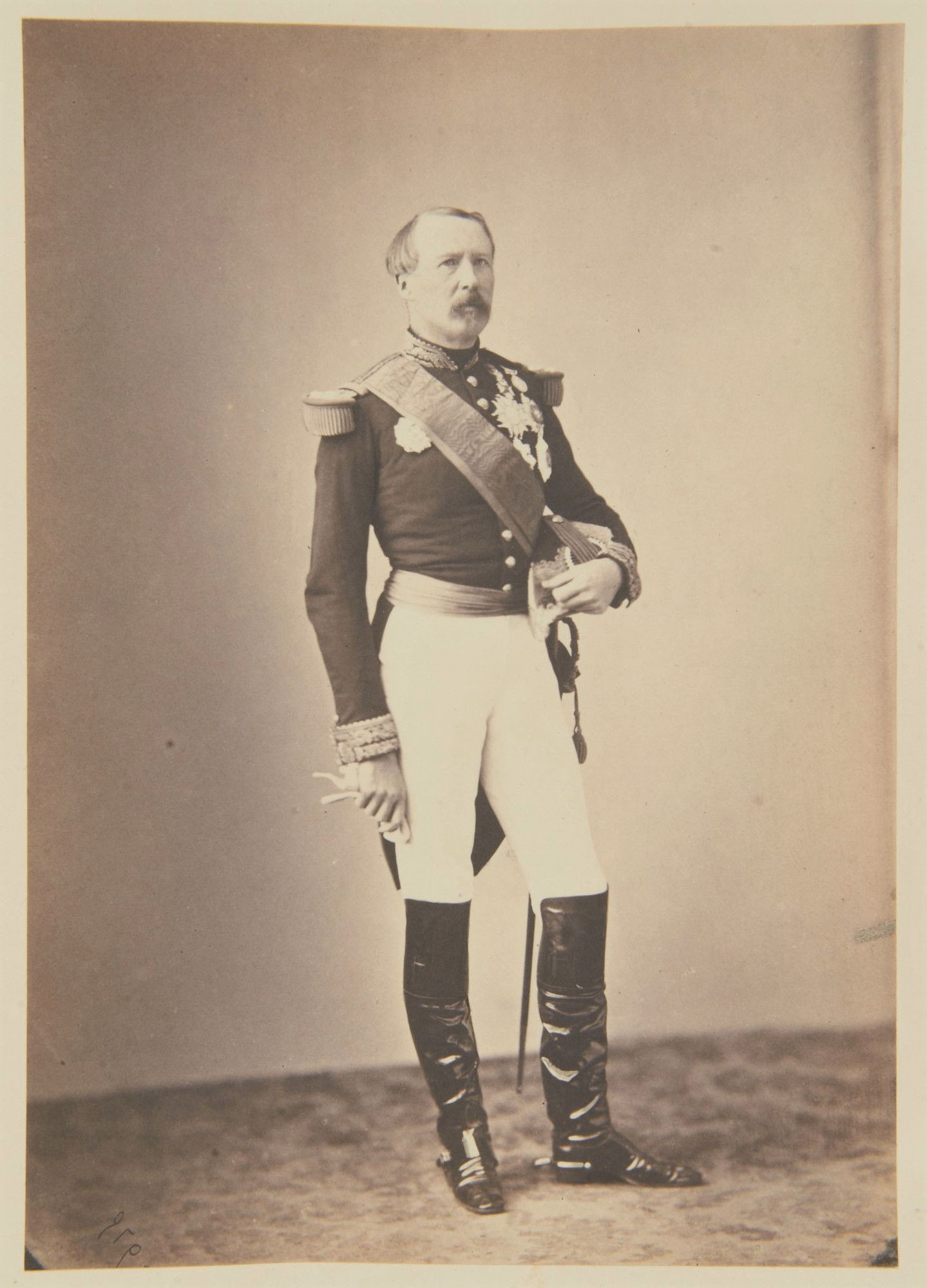

## روابط خارجية
- باتريس دو مكماهون على موقع الموسوعة البريطانية (الإنجليزية)